# کوه‌های چانگبای
کوه‌های چانگبای (به لاتین: Changbai Mountains mixed forests) یک منطقهٔ مسکونی و جنگل در چین است.